# Philogenia helena
Philogenia helena är en trollsländeart som beskrevs av Hagen 1869. Philogenia helena ingår i släktet Philogenia och familjen Megapodagrionidae. Inga underarter finns listade i Catalogue of Life.